# Костенко Веніамін Павлович
Веніамі́н Па́влович Косте́нко (* 7 березня 1903, м. Харків — † 25 січня 1969, м. Харків), український архітектор та художник. Закінчив Харківський художній інститут (1929), жив у Харкові.

## Життєпис
В часі війни перебував у Харкові, малював ікони.
Його роботи: в Харкові: 
- житлові будинки по вул. Сумській, 114 (1947) Лермонтовській — 1924—1925, 1948,
- внутрішнє оздоблення Будинку Червоної Армії і театру «Березіль» — 1929—1930,
- інтер'єр Палацу дитячої та юнацької творчості, вул. Сумська, 37 — 1930.
- будинок Харківської міської ради, майдан Конституції, 7 (1943—1945).
- будинок облдержадміністрації по вул. Сумській, 64 у співавторстві з Ореховим В. — 1951—1952[3]
- головний корпус Науково-дослідного інституту тваринництва — 1957—1964
- перебудував зруйнований радянськими військами і спецслужбами в жовтні 1941 при відступі Будинок проектів, перетворивши в головну будівлю Харківського університету, співавтори — Олександр Касьянов, Володимир Липкін -1954—1956

в Москві — оздоблення станції метро «Бібліотека ім. В. І. Леніна», павільйонів «Україна» та «Сибір» на ВДНГ СРСР — 1937;
у Донецьку — будинок колишнього Міністерства вугільної промисловості — 1959, площа Леніна;
у Мінську — Житловий будинок Мінського тракторного заводу.

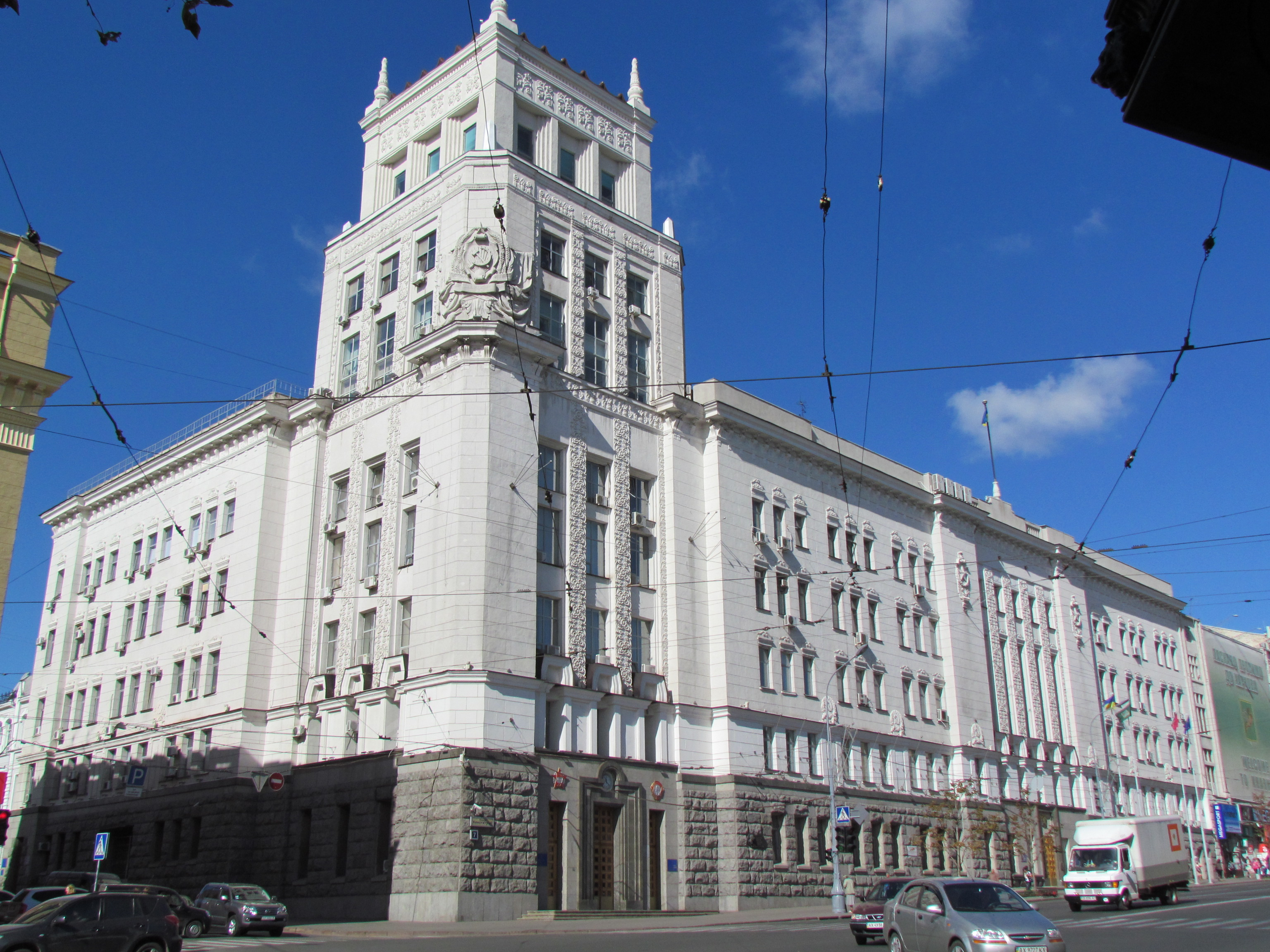
Будинок Харківської міської адміністрації, майдан Конституції, 7.
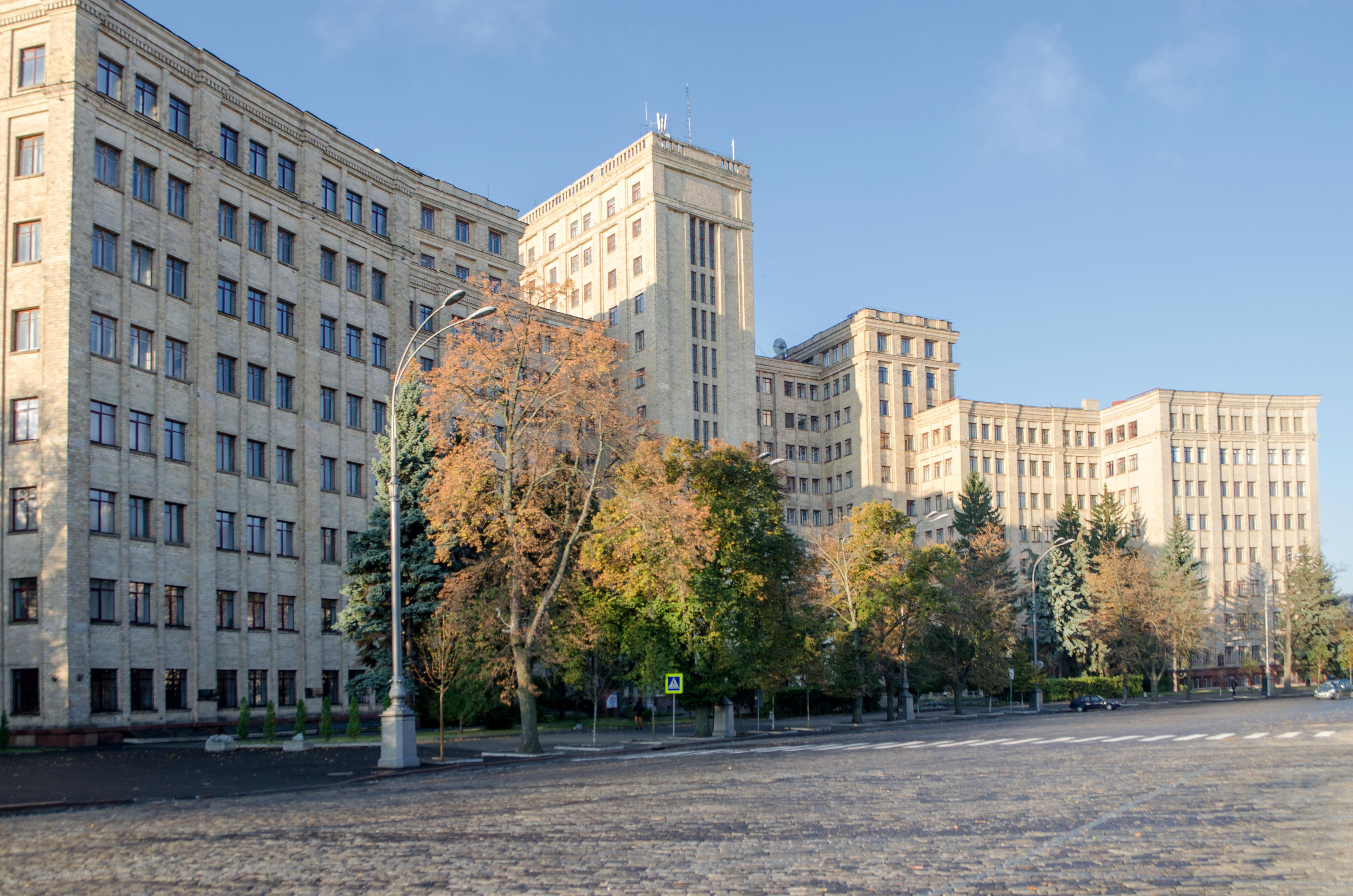
Головний корпус ХНУ ім. В.Н. Каразіна, пл. Свободи. Харків.
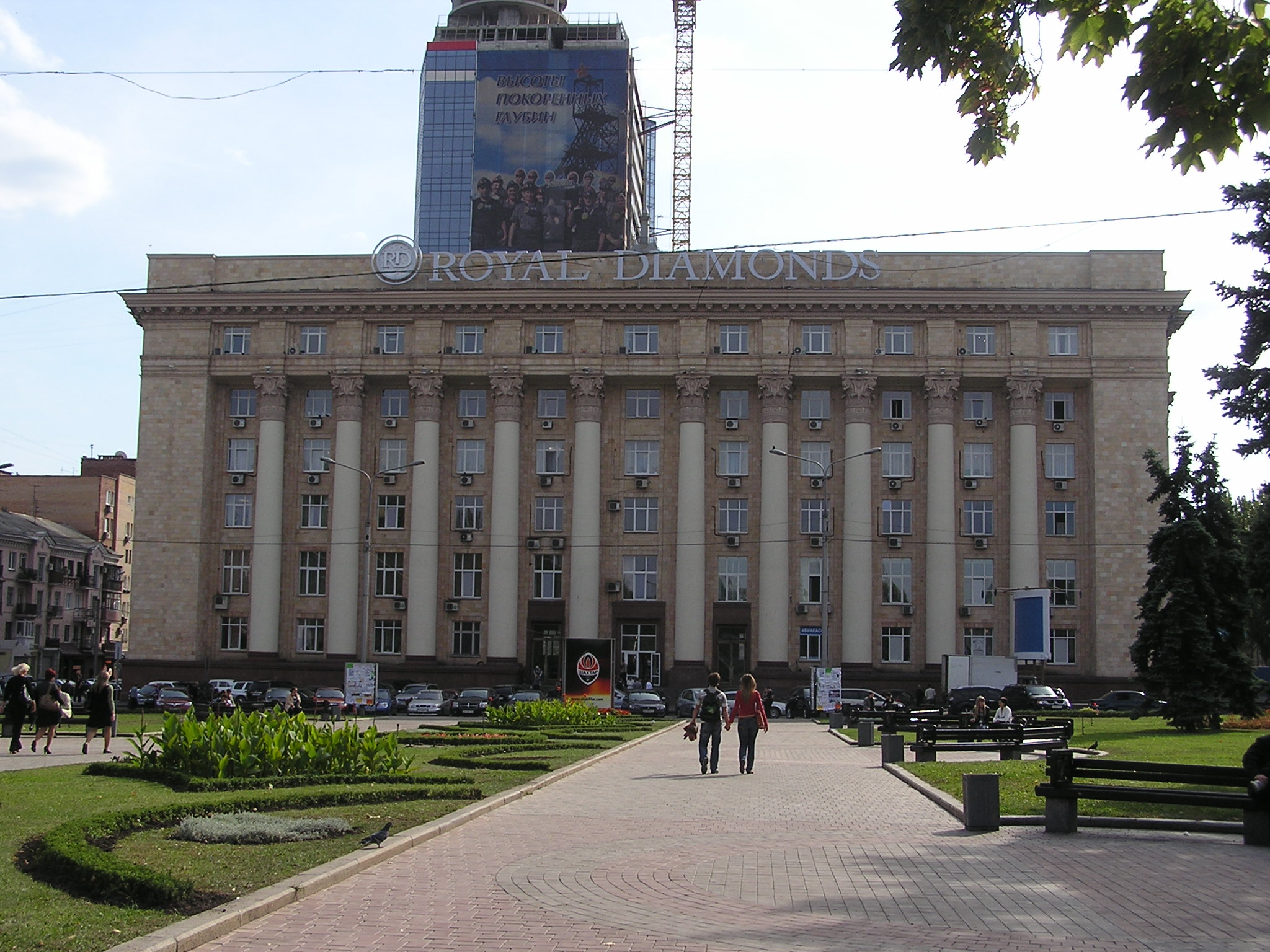
будинок колишнього Міністерства вугільної промисловості, пл. Леніна. Донецьк
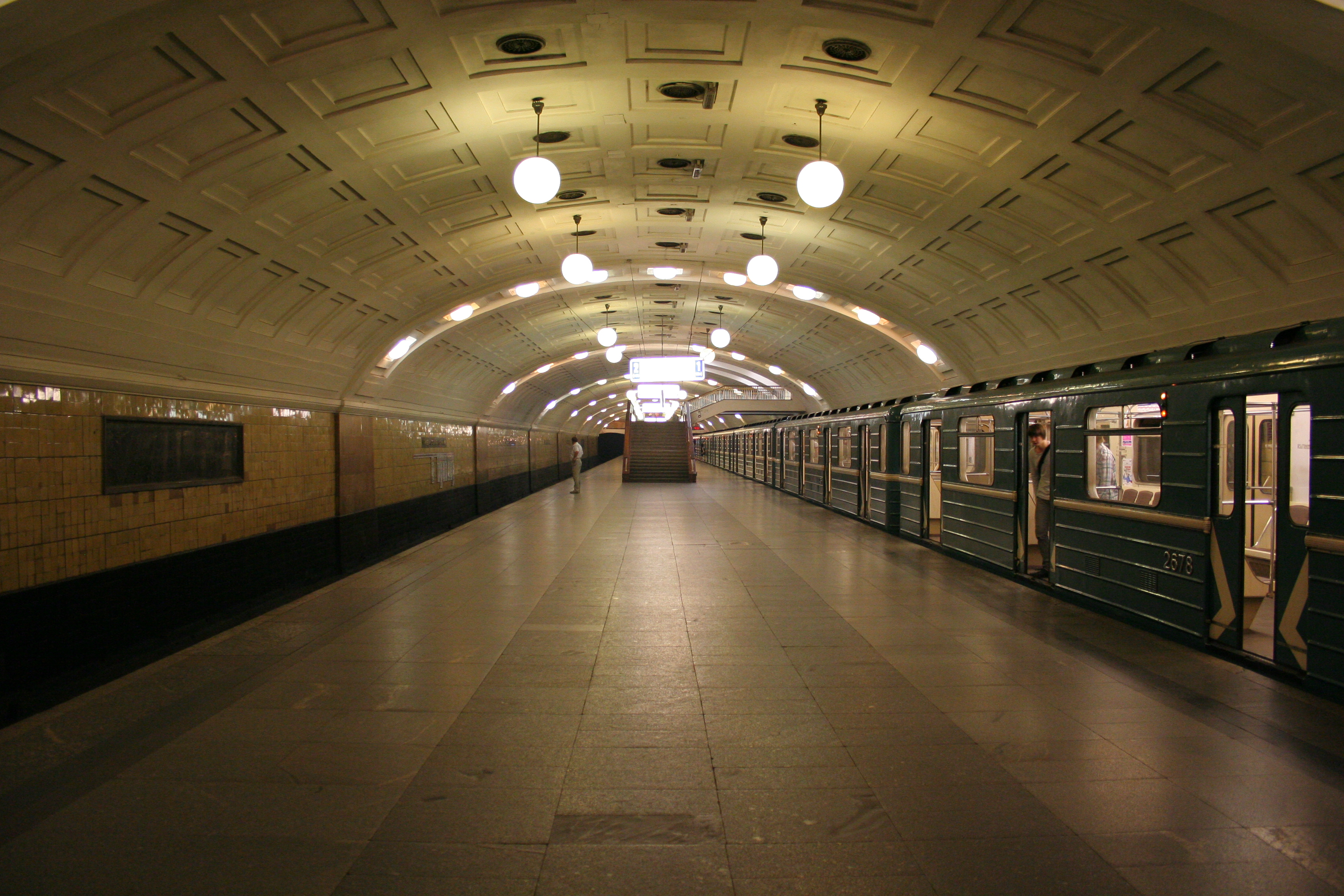
Станція метро "Бібліотека ім. В.І. Леніна". Москва

Вийшли друком його
- «Архітектурні проекти 1925—1954 рр [Ізоматеріал]: будівлі у Харкові та Харківській області: фотоматеріали, рукописи, коментарі», 1930.
- «Фотоматеріали про будинок Харківської міської ради у 1930-і — 1940-і рр. Автор проекту 1947 р. В. П. Костенко [Ізоматеріал]»,
- «Матеріали про проектування будинку Харківського університету у 1953—1963 рр.», 1953,
- «Архітектурні та експозиційні проекти у Москві та Мінську 1934—1954 рр. [Ізоматеріал]».